# Antoni Twardoch
Antoni Józef Twardoch (ur. 28 listopada 1943 w Świętochłowicach) – polski polityk, poseł na Sejm PRL IX kadencji.

## Życiorys
Z zawodu ślusarz; pracował również (w KWK „Halemba”) jako spawacz. Od 1966 należał do Polskiej Zjednoczonej Partii Robotniczej (a także działał w ruchu młodzieżowym). Pełnił funkcje I sekretarza OOP i członka egzekutywy Komitetu Zakładowego i Komitetu Miejskiego PZPR w Rudzie Śląskiej. Należał do Związków Zawodowych NSZZ. W latach 1985–1989 pełnił mandat posła na Sejm PRL IX kadencji w okręgu Chorzów z ramienia PZPR, zasiadając w Komisji Górnictwa i Energetyki.

## Odznaczenia
- Złoty Krzyż Zasługi
- Srebrny Krzyż Zasługi
- Brązowy Krzyż Zasługi
- Medal 40-lecia Polski Ludowej
- Brązowe Odznaczenie im. Janka Krasickiego